# 129099 Spoelhof
129099 Spoelhof è un asteroide della fascia principale. Scoperto nel 2004, presenta un'orbita caratterizzata da un semiasse maggiore pari a 3,0808707 UA e da un'eccentricità di 0,1779108, inclinata di 7,49055° rispetto all'eclittica.
L'asteroide è dedicato allo statunitense William Spoelhof, presidente dal 1951 al 1976 del Calvin College presso il cui osservatorio è stata compiuta la scoperta.